# Adelaide di Borgogna (Generali)
Adelaide di Borgogna è un'opera in un due atti di Pietro Generali, su libretto di Luigi Romanelli. Fu rappresentata per la prima volta il 24 aprile 1819 al Teatro Sociale di Rovigo.

## Personaggi e interpreti
Gli interpreti della prima rappresentazione furono:
| Personaggio | Interprete          |
| ----------- | ------------------- |
| Adelaide    | Violante Camporesi  |
| Berengario  | Giuseppe Fioravanti |
| Adalberto   | Emilia Bonini       |
| Ottone      | Claudio Bonoldi     |
| Clotilde    | Giuseppina Conti    |
| Rambaldo    | Lodovico Bonoldi    |
| Corrado     | Giacomo Cantarello  |

## Storia
L'opera venne commissionata in occasione dell'apertura del Teatro Sociale di Rovigo. In questo stesso teatro, il 17 marzo 2012, è stata eseguita in forma di concerto in collaborazione con il comune di Rovigo ed il Teatro lirico sperimentale di Spoleto. Si è trattato della prima rappresentazione in tempi moderni e ha visto impegnati nella difficile esecuzione gli artisti Anna Carbonera (Adelaide), Gianluca Bocchino (Ottone), Katarzyna Otczyk (Adalberto), Roberto Cresca (Rambaldo) e Daniele Antonangeli (Berengario) diretti dal M° Franco Piva, curatore dell'edizione critica dell'opera per la casa editrice Ricordi. L'esecuzione di questo capolavoro dimenticato è stata registrata dalla casa discografica Bongiovanni.

## Trama
L'azione si finge in Pavia e nei suoi dintorni.
Berengario, Marchese d'Ivrea, e il figlio Adalberto sono riusciti con oscuri maneggi ad ottenere per entrambi la corona di Re d'Italia, dopo la morte forse per avvelenamento di Lottario. Per meglio assicurarsi il trono essi vorrebbero che Adelaide, vedova di Lottario, sposasse Adalberto. Adelaide però rifiuta e viene fatta prigioniera nel Castello di Lierna sul lago di Como.

## Struttura musicale
- Sinfonia

### Atto I
- N. 1 - Introduzione Viltà, signor, non è (Coro, Berengario, Rambaldo)
- N. 2 - Coro e Cavatina di Adelaide Ella vien... ma in fronte impresso - Per me non splende ancora (Adelaide, Berengario, Rambaldo, Coro)
- N. 3 - Coro e Cavatina di Ottone Se con ostil disegno - Non so per qual portento (Ottone, Corrado, Coro)
- N. 4 - Cavatina di Adalberto Ah! come rapida
- N. 5 - Terzetto fra Adelaide, Ottone ed Adalberto Presso l'ombra dello sposo
- N. 6 - Finale I Evviva il grande! (Coro, Berengario, Rambaldo, Adalberto, Ottone, Adelaide, Corrado, Clotilde)

### Atto II
- N. 7 - Coro ed Aria di Adalberto Queste son le soglie orrende - Oppresso dal duolo
- N. 8 - Duetto fra Adelaide ed Adalberto Ah! se in te richiamo invano
- N. 9 - Duetto fra Adalberto ed Ottone Superbo non andrai
- N. 10 - Aria Finale di Adelaide La rea face di discordia (Adelaide, Coro, Rambaldo, Berengario, Ottone)